# Трициліндровий двигун любові
«Трициліндровий двигун любові» — збірник творів українських письменників Юрія Андруховича, Любка Дереша та Сергія Жадана, які не друкувались в окремих виданнях.

## Короткий зміст
«Трициліндровий двигун любові» є збіркою вибраних творів, які не друкувались в окремих виданнях. Зібравши під однією обкладинкою твори трьох авторів, видавництво мало на меті показати широкій читацькій аудиторії дещо незвичний ракурс творчості цих письменників. Пропоноване видання, поза сумнівом, має ексклюзивний характер, оскільки в ньому вміщено ранні «армійські» оповідання Юрія Андруховича, зібрано есеїстику Любка Дереша та представлено «свіжу» прозу Сергія Жадана